# 佩特羅斯山
佩特羅斯山（羅馬化：Petros）是烏克蘭的山峰，位於該國西部外喀爾巴阡州拉希夫區，屬於喬爾諾戈拉山脈的一部分，海拔高度2,020米，是熱門的旅遊地點。